# Левоноргестрел
Ле́воноргестре́л — синтетический гормональный препарат, относится к  прогестогенам, используется как активный компонент в гормональных контрацептивах. Относится к средствам экстренной контрацепции в составе, например, лекарственных средств Plan B One Step и Julie, эффективных при использовании в течение 72 часов после незащищенного секса.

## Фармакологическое действие
Левоноргестрел — гестаген со слабой андрогенной активностью. Он не обладает другой гормональной активностью, включая эстрогенную, глюкокортикоидную или антиминералокортикоидную активность. Тормозит гонадотропную функцию гипофиза, снижает пик ФСГ и ЛГ, препятствует имплантации оплодотворенной яйцеклетки в связи с соответствующими изменениями эндометрия, увеличивает вязкость цервикальной слизи, создавая препятствия для движения сперматозоидов. В составе внутриматочной системы оказывает прямое локальное воздействие на эндометрий, маточные трубы и вязкость слизи цервикального канала.
У мужчин левоноргестрел вызывает заметное подавление уровня циркулирующего тестостерона вследствие его антигонадотропного действия.
Накопленные к 2012 году данные позволили исследователям предположить, что препарат не препятствует имплантации зародыша в матку, и недоказанность утверждения о таком действии левоноргестрела в 2012 году была признана FDA. Однако не все учёныe согласны с этим. В июне 2012 года редакция Нью-Йорк Таймс призвала FDA исключить эффект предотвращения имплантации зародыша в матку из этикетки лекарственных средств с левоноргестрелом

## Применение
Левоноргестрел применяется для контрацепции, при лечении идиопатической меноррагии, для защиты эндометрия от гиперплазии во время заместительной терапии эстрогенами во внутриматочной системе контрацепции. Он работает, прежде всего, предотвращая овуляцию и закрывая шейку матки от проникновения в матку сперматозоидов, их подвижности, уменьшает пролиферацию эндометрия.
Левоноргестрел является активным ингредиентом ряда внутриматочных спиралей. Внутриматочная система с левоноргестрелом (ЛНГ-ВМС) представляет собой тип долговременного противозачаточного средства, при котором прогестин высвобождается в полость матки. Высокий уровень левоноргестрела препятствует функции эндометрия, делая его враждебным для транспорта сперматозоидов, оплодотворения и имплантации яйцеклетки.

## Побочные эффекты
Общие побочные эффекты включают тошноту, болезненность молочных желёз, головные боли и усиление, уменьшение или нерегулярность менструального цикла.
У мужчин возможны снижение либидо и эректильная дисфункция.
При проведении клинических испытаний наиболее часто у женщин, принимавших левоноргестрел внутрь (0,75 мг), наблюдались тошнота (23,1%), абдоминальная боль (17,6%), усталость (16,9%), головная боль (16,8%), нарушение менструального цикла, в т.ч. обильное менструальное кровотечение (13,8%), скудное менструальное кровотечение (12,5%), головокружение (11,2%), напряжение молочных желез (10,7%), рвота (5,6%), диарея (5,0%).

### Побочные эффекты при применении в составе внутриматочной спирали
Со стороны нервной системы и органов чувств: ≥1%, <10% — пониженное настроение, нервозность, головная боль; ≥0,1%, <1% — лабильность настроения, мигрень.
Со стороны органов ЖКТ: ≥1%, <10% — боль в животе, тошнота; ≥0,1%, <1% — вздутие живота.
Со стороны мочеполовой системы: ≥1% — маточные/вагинальные кровотечения, мажущие кровянистые выделения, олиго- и аменорея, доброкачественные кисты яичников; ≥1%, <10% — боль в области органов малого таза, дисменорея, вагинальные выделения, вульвовагинит, напряженность молочных желез, болезненность молочных желез, снижение либидо; ≥0,1%, <1% — воспалительные заболевания органов малого таза, эндометрит, цервицит; ≥0,01%, <0,1% — перфорация матки.
Со стороны кожных покровов: ≥1%, <10% — угри; ≥0,1%, <1% — алопеция, сыпь, гирсутизм, зуд, экзема; ≥0,01%, <0,1% — сыпь, крапивница.
Прочие: ≥1%, <10% — боль в спине, повышение массы тела; ≥0,1%, <1% — отеки.